# 렛츠런파크 영천
렛츠런파크 영천은 경상북도 영천시에 건설을 계획중인 한국마사회의 경마공원이다.

### 한국 마사회 제4경마장 설치 계획
2009년 8월 마사회는 2014년 개장을 목표로 2500억원을 들여 150만㎡  규모의 경마장, 트레이닝 센터, 승마장을 갖춘신규 경마장 설치 계획에 따라 전국 지방 자치 단체를 상대로 공모를 실시한다. 경북 상주시, 경북 영천시, 인천 용유도, 전북 정읍, 장수, 전남 담양 등 6개 치자체가 공모에 참여한다. 한국 마사회는 제4경마장 후보지 선정을 위해 관련 분야 전문가 30명으로 구성된 실사평가단과 19명의 설치심의위원회를 통해 부지적합성, 입지여건, 사업추진 효율성, 공익성을 평가한다.

2009년 12월 25일 경북 영천시가 한국마사회 제4 경마장을 유치하는데 성공한다. 경북도는 대도시 근교 지역인 영천을 경마, 말 관련 레저산업지구로 특화시키고, 상주지역을 경북대와 연결하여 말 생산, 개량, 육성과 같은 말 생산지구로 차별화할 계획을 밝힌다.
마사회가 3057억원, 경북도가 300억원, 영천시가 300억원을 투자해 2만명 규모의 관람대, 경주로, 마사, 경마시설을 건설하기로 한다. 경북도와 영천시는 공원 부지를 제공하고 지방세인 레저세를 30년간 50% 감면해 주겠다는 점을 약속함에 따라 유치에 성공한 것이다. 그러나 2010년과 2013년 정부가 지방세 감면 규제를 강화함에 따라 레저세 감면시 교부세 등에서 불이익으로 재정손실이 불가피해지는 상황에 놓인다. 마사회는 레저세를 감면받지 못하면 적자는 불가피하다는 입장에서 개장 시기가 연기되게 된다.
개장 시기 연기로 경영여건 악화로 계획 시설 규모는 150만㎡에서 147만5천㎡으로, 관람대 규모는 2만명 수용에서 1만명 수용으로, 경주로는 3면에서 2면으로 축소된다. 마사는 1100칸에서 480칸으로 감소했다.